# Castrocalbón (kommunhuvudort)
Castrocalbón är en kommunhuvudort i Spanien.   Den ligger i provinsen Provincia de León och regionen Kastilien och Leon, i den nordvästra delen av landet, 270 km nordväst om huvudstaden Madrid. Castrocalbón ligger 811 meter över havet och antalet invånare är 1 221.
Terrängen runt Castrocalbón är platt. Runt Castrocalbón är det glesbefolkat, med 10 invånare per kvadratkilometer. Närmaste större samhälle är La Bañeza, 13,4 km nordost om Castrocalbón. 